# Okaya
Pour les articles homonymes, voir Okaya (homonymie).
Okaya Kōgaku Kikai K.K. était un fabricant japonais d'appareils photographiques compacts et télémétriques 35 mm et de jumelles. La société a été active du début des années 1950 jusqu'à environ 1960.
Sa gamme d'appareils photographiques se dénommait Lord et certains modèles présentaient des innovations techniques parfois uniques ou pionnières sur ce type d'appareil : coupe-film intégré, cran de blocage de distance hyperfocale, posemètre circulaire autour de l'objectif.
Les objectifs équipant ces appareils sont de marque Okaya et se nomment Highkor.
Tous les Lord ont été fabriqués en petites séries et aucun d'entre eux n'a été commercialisé en France.

## Modèles fabriqués

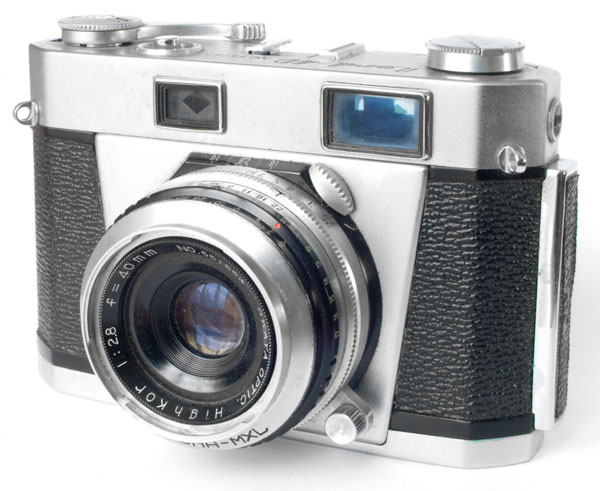
Okaya Lord 4D, 1956

- Lord 35
- Lord 35IIA
- Lord 35IVB
- Lord 35IVA
- Black Lord 35
- Lord 4D
- Lord 5D
- Lord SE
- Lord SL
- Lord Martian